# WE LOVE ヘキサゴン 2010
『WE LOVE ♥ ヘキサゴン 2010』（ウィー・ラヴ・ヘキサゴン にせんじゅう）は、フジテレビ系で放送されていたクイズバラエティ番組『クイズ!ヘキサゴンII』発の3作目のコンピレーション・アルバム。アーティストの名義は「ヘキサゴンオールスターズ」である。2010年11月17日に ポニーキャニオンから発売された。

## 解説
前作『WE LOVE ヘキサゴン2009』から1年1ヶ月振りとなる、『クイズ!ヘキサゴンII』出演者や派生ユニット（いわゆる「ヘキサゴンファミリー」）によるアルバムの第3弾。次作『WE LOVE ヘキサゴン 2011』は島田紳助の芸能界引退および番組終了後の発売となったため、本作が番組放送中に発売された最後のアルバムである。前2作はFLIGHT MASTERからの発売であったが、レーベルの方針転換に伴い、ポニーキャニオン本元からの発売となった。
プロデュースおよび全曲の作詞を紳助が担当。作詞はこれまで通り「カシアス島田」名義だが、プロデュースの名義は2010年から使い始めた「広小路亨」という変名である。
2010年にシングルとして発売された楽曲11曲（シングル7枚）と新ユニット2組を含む新曲5曲を収録、前作と同様にシングルは基本的には発売順に収録されている。サーターアンダギーのシングルのカップリング曲と、ツバサの｢僕らには翼がある〜大空へ〜」、および前2009年12月にユニット単独でアルバムを発売した里田まい with 合田家族の楽曲は収録されていない。本作発売以降『ヘキサゴンII』発のシングルはサーターアンダギーのみとなり、大半のユニットはラストシングルが本作か前作に収録されたことになる。
2010年8月に発売された崎本大海のソロデビューシングル｢サヨナラ｣は紳助の作詞・プロデュースであるが、前2009年にソロデビューした上地雄輔（遊助）やつるの剛士と同様にソロ楽曲はアルバムに収録されていない。
2010年10月31日、Shibuya O-EASTにて「クイズ!ヘキサゴン放送300回記念〜スベラーズ単独ライブ〜」と題したヘキサゴンファミリーによるライブが開催され、本作発売前にアルバム収録の新ユニットや新曲が披露された。
アルバム発売後の11月20日に、サーターアンダギーがノベルティグッズを配布する宣伝活動が行われた。前2作発売時に放送されたアルバム参加者による『オールナイトニッポン』の特別プログラムは、本作発売時には放送されていない。

## CDタイプ
3種類の形態での発売は今までと同じだが、今回のリミテッドエディションには前2作に存在した曲間のMCが収録されておらず、CDの収録内容は3タイプすべて同じである。前2作はリーフレットとして封入されていた『ヘキサゴンII』プロデューサの神原孝によるライナーノーツ「神原人語」は、本作では歌詞と同じくブックレットに組み込まれた。
写真タイプのジャケット（リミテッドエディション、スタンダードエディション）では、紳助が写真の中央にいちばん大きな面積で写っている。また、当時『ヘキサゴンII』に出演がなくアルバム参加もなかった羞恥心の野久保直樹に相当するアニメキャラクター「恥（ち）」が番組キャラクター「ヘキサくん」「ゴンちゃん」とともにジャケット写真に記載されている。
リミテッドエディション
CD+DVD+オリジナルトランプ
スタンダードエディション
CD+DVD
CD ONLY
CD
すべてのエディションの初回生産分に、2008年に発売された羞恥心の「羞恥心」のリミックスバージョン「羞恥心 〜Shame Remix 2010〜」を収録した特典ディスクが付属されている。

## 参加者
ユニットは後述の「収録内容」参照のこと。
全39名が参加。ヘキサゴンオールスターによるアルバム4枚の中で最多人数である。
- 山田親太朗 - M-1、6、13、15、16
- 森公平（新選組リアン） - M-1、6、13、15、16
- 松岡卓弥 - M-1、6、13、15、16
- 矢口真里 - M-2、14、16
- 大沢あかね - M-2、12[注 7]、16
- さとう里香 - M-2
- 品川祐（品川庄司） - M-2、10、16
- 岡田圭右（ますだおかだ） - M-2、10、16
- 元木大介 - M-2、16
- クリス松村 - M-2、3、16
- 山根良顕（アンガールズ） - M-2、11、16
- 波田陽区 - M-2、3、9、10、11、16
- 南明奈 - M-3、14、16
- 藤本敏史（FUJIWARA） - M-3、16
- 原西孝幸（FUJIWARA） - M-3、11、16
- 小島よしお - M-3、10、16
- 崎本大海 - M-3、5、16
- まいける - M-4、16
- はなか - M-4、16
- つるの剛士 - M-5、8、16[注 4]
- 里田まい（カントリー娘。） - M-7、8、14、16
- スザンヌ - M-7、12、14、16
- 木下優樹菜 - M-7、14、16
- RYOEI - M-8、11、16
- misono - M-8、14、16
- 庄司智春（品川庄司） - M-11、16
- 田中卓志（アンガールズ） - M-11、16
- 神戸蘭子 - M-14、16
- 國定拓弥・関義哉・榊原徹士[注 8]・山口純（新選組リアン） - M-15
- 島田紳助 - M-16
- 上地雄輔 - M-16[注 4]
- 辻希美 - M-16
- ラサール石井 - M-16
- 渡辺正行 - M-16
- 牧原俊幸（フジテレビアナウンサー） - M-16
- 中村仁美（フジテレビアナウンサー） - M-16

『ヘキサゴンII』初期からの常連出演者である石井、渡辺は本作で初のアルバム参加となる。本作発売時に番組出演のなかった野久保、金剛地武志、ダンディ坂野が不参加となった。
前年に開催された「ヘキサゴンで歌いたい人オーディション2009」受賞者の松岡、まいける、はなかの3名と新選組リアンの関、山口は、クイズ解答者として番組本編に出演した経験はない。

## 収録内容

### CD
全作詞：カシアス島田　全編曲：斎藤文護・岩室晶子（特記以外）
1. ヤンバルクイナが飛んだ / サーターアンダギー [4:23]
  - 作曲：松井亮太
  - 2010年2月発売のデビューシングル。
2. 風をさがして / 矢口真里とストローハット [4:05]
  - 作曲：高原兄
  - 2010年1月発売のシングル。フジテレビ系アニメ『ONE PIECE』テーマソング。
3. 幸せになろう / 南明奈のスーパーマイルドセブン [4:53]
  - 作曲：TOZY
  - 2010年3月発売のシングル（M-7と両A面）。
4. 学校へ行こう / まいける&はなか [4:37]
  - 作曲：Voice of Mind
  - 2010年4月発売のシングル（M-5と両A面）。
5. Dear Friends-友へ- / フレンズ [4:48]
  - 作曲：松井亮太
  - 2010年4月発売のシングル（M-4と両A面）。
6. 沖縄に行きませんか / サーターアンダギー [5:06]
  - 作曲：リョータ
  - 2010年5月発売の2ndシングル。
7. 恋 / Pabo [5:23]
  - 作曲：高原兄
  - 2010年3月発売のシングル（M-3と両A面）。
8. 僕らには翼がある 〜また会おう〜 / ツバサ [6:28]
  - 作曲：RYOEI
  - 『FNS26時間テレビ2010』で披露され、配信限定で発表されていた楽曲のCD化。
9. 少し楽になりましたか / 波田原西 [4:34]
  - 作曲：TOZY
  - 新曲。ユニット名通り、波田と原西の2人組によるギターの演奏と歌のみの楽曲。両者とも「ギターが弾けて歌える」という理由で選ばれた[6]。
10. サラリー☆マン / 品川祐とスベラーズ [4:23]
  - 作曲：高原兄
  - 2010年6月発売のシングル（M-11・12とトリプルA面）。
11. 第三の男 / エアヴィジュアルバンド [4:38]
  - 作曲：TOZY
  - 2010年6月発売のシングル（M-10・12とトリプルA面）。
12. レッド・アイ / スザンヌ×スザンぬ [3:41]
  - 作曲：TOZY
  - 2010年6月発売のシングル（M-10・11とトリプルA面）。
13. 恋物語 / サーターアンダギー[5:31]
  - 作曲：リョータ
  - 新曲。
14. カナエ カナエ / famille 〜ファミーユ〜 [7:37]
  - 作曲：タナカノブマサ　編曲：中野定博
  - 当時の『ヘキサゴンII』女性常連出演者[注 10]7名のユニットによる新曲。「〜ファミーユ〜」が呼び方であり（familleはフランス語で「家族」という意味[6]）、「ファミーユ・ファミーユ」と二度呼ぶわけではない。斎藤文護と岩室晶子のどちらも編曲と演奏に関わっていない初めての楽曲。
15. ずっと... / サーターアンダギー×新選組リアン [3:54]
  - 作曲：リョータ
  - 「×」は英語の「マルチプライ」と読ませる[6]。新選組リアンは以前から『ヘキサゴンII』や「ヘキサゴンファミリーコンサート2009」などに出演して自身の楽曲を披露していたが、全員でのCD参加は初となる。
16. 僕らには翼がある〜大空へ〜 <26時間バージョン> / ヘキサゴンオールスターズ with オーディエンス [5:29]
  - 作曲：Voice of Mind
  - ヘキサゴンオールスターズバージョンに『FNS26時間テレビ2010』内の企画「全国縦断ツアー」観客の合唱、およびFNS系列のスタッフらの声を合成したバージョン[6]。

### DVD
1. MUSIC VIDEO 
（ミュージックビデオ）
1. 学校へ行こう / まいける&はなか
2. レッド・アイ / スザンヌ×スザンぬ
2. ヘキサゴン ドッキリマル秘 報告
2010年3月31日放送の『クイズ!ヘキサゴンII 超クイズパレード沖縄合宿4時間半スペシャル!!』内で行われたドッキリ企画の再編集映像。
3. スペシャルアニメ「ヘキサなホラー」
4. HOW TO DANCE VIDEO
（振り付け映像）
恋物語 / サーターアンダギー

## 特典
特典ディスク（CD）
（初回生産分のみ）
- 羞恥心 〜Shame Remix 2010〜 / 羞恥心

作詞：カシアス島田、作曲：高原兄、編曲：Caramel Pod